# AMD Radeon
AMD Radeon je značka grafických čipů americké firmy AMD (kterou koupila společně s firmou ATi v roce 2006 za 5,4 miliard dolarů), a také grafických karet, na které je dané GPU letováno. 
Řada Radeon nahradila starší generaci GPU Rage v roce 2000. Existuje 16 generací (Q2 2019), které se liší podporou API a hardware konstrukcí.
U API se rozlišuje podporovaná verze DirectX (souvisí s Shader Model), OpenGL, OpenCL atd.
U hardware konstrukce se rozlišuje konstrukce výpočetní části GPU (vertex a pixel jednotky nebo shader jednotky, TMU, ROP atd.), paměťové části (velikost a typ paměti, přenosové rychlosti a komprese atd.), podpora propientních technologií (HyperZ, UVD atd.) atd.
Dne 11. září 2015 byla divize GPU společnosti AMD rozdělena na samostatnou jednotku známou jako Radeon Technologies Group, kde Mike Rayfield a David Wang (předtím Raja Koduri) zastávají funkci viceprezidenta a hlavního architekta. Rayfield je v divizi RTG zodpovědný za strategické a obchodní řízení. Bude tak zastřešovat spotřebitelské grafiky, profesionální grafiky a další produkty s tím spjaté. David Wang má na starosti všechny aspekty vývoje grafik včetně technické strategie, návrhů architektur, hardwaru a také softwaru pro veškeré produkty a technologie.

## GPU

### Popis
Čipy jsou určeny pro spotřební trh, tedy běžné lidi a některé firmy. Řada Navi (použit čip Navi 10), podporuje DirectX 12.1, OpenGL 4.6, Shader Model 6.4. PCIe 4.0 x16, GDDR6 paměti a další.

### Generace GPU
| Série   | Vydání | DirectX | OpenGL    | Popis | Řada                                    |
| ------- | ------ | ------- | --------- | --- | --------------------------------------- |
| R100    | 2000   | 7       | 1.3       | První Radeon od ATI, byl nástupcem ATI Rage. Podporoval DirectX 7.0 a OpenGL 1.3. Byl pro slot AGP. Díky použití technologie HyperZ měl vyšší propustnost a vyšší efektivitu ve fill-rate. Paměti byly použity SDR SDRAM nebo DDR SDRAM. | Radeon 7000                             |
| R200    | 2000   | 8.1     | 1.4       | Druhá řada grafického čipu. Jádro obsahovalo poprvé částečně programovatelné jednotky a podporovalo DirectX 8.1 a OpenGL 1.4 (poslední nejvyspělejší verze před 2.0).                                                                    | Radeon 8000 a 9000 - 9200               |
| R300    | 2002   | 9       | 2.1       | S příchodem jádra R300 přišla i podpora DirectX 9.0 a nového OpenGL 2.0. | Radeon 9500 – 9800, X300 – X600 a X1050 |
| R420    | 2004   | 9.0b    | 2         | První generace grafických čipů s podporou DirectX 9.0b. | X0100                                   |
| R520    | 2005   | 9.0c    | 2         | První generace grafických čipů s podporou DirectX 9.0c. | X1000                                   |
| R600    | 2007   | 10      | 3.3 (2.1) | První generace grafických čipů s podporou DirectX 10 a byly postaveny na nové architektuře unifikovaných shaderů. Staví na architektuře TeraScale.                                                                                       | HD 2000                                 |
| R680    | 2007   | 10.1    | 3.3       | První generace grafických čipů s podporou DirectX 10.1 a poprvé byly referenčně letovány v X2 provedení (osazení 2 GPU na 1 PCB). | HD 3000                                 |
| R700    | 2008   | 10.1    | 3.3       | Druhá generace grafických čipů s podporou DirectX 10.1 a první podporovala paměti GDDR5. | HD 4000                                 |
| R800    | 2009   | 11      | 4.1       | První generace grafických čipů s podporou DirectX 11. | HD 5000                                 |
| R900    | 2010   | 11      | 4.1       | Druhá generace grafických čipů s podporou DirectX 11. | HD 6000                                 |
| GCN     | 2012   | 11.1    | 4.2       | První generace grafických čipů s podporou DirectX 11.1 a Vulkan 1.0. Staví na architektuře GCN. | HD 7000                                 |
| GCN 2   | 2013   | 11.1    | 4.4       | Druhá generace grafických čipů s podporou DirectX 11.1 a Vulkan 1.2 | HD 8000 (OEM)                           |
| GCN 3   | 2014   | 12      | 4.5       | První generace grafických čipů s podporou DirectX 12 a Vulkan 1.2 | R5/R7/R9 200                            |
| GCN 3.1 | 2015   | 12      | 4.5       | Druhá generace grafických čipů s podporou DirectX 12 a Vulkan 1.2, poprvé byla použita HBM paměť na kartách, R9 Fury X spolu s Radeon R9 Fury a Radeon R9 Nano                                                                           | R5/R7/R9 300                            |
| GCN 4   | 2016   | 12      | 4.5       | Druhá generace grafických čipů s podporou DirectX 12 a Vulkan 1.3 | RX 400, RX 500 RX 600                   |
| GCN 5   | 2017   | 12      | 4.6       | Třetí generace grafických čipů s podporou DirectX 12 a Vulkan 1.3 | RX Vega I                               |
| GCN 5.1 | 2018   | 12.1    | 4.6       | První generace grafických čipů s podporou DirectX 12.1 a Vulkan 1.3 | RX Vega II                              |
| RDNA    | 2019   | 12.1    | 4.6       | Druhá generace grafických čipů s podporou DirectX 12.1 a Vulkan 1.3. Staví na architektuře RDNA. Podpora PCI-E x16 4.0 | Řada RX 5000                            |
| RDNA 2  | 2020   | 12.2    | 4.6       | Druhá generace achitektury RDNA, podpora Ray-Tracingu. Podpora PCI-E x16 4.0 | Řada RX 6000                            |
| RDNA 3  | 2022   | 12.2    | 4.6       | Třetí generace architektury RDNA, podpora PCI-E x16 4.0 | Řada RX 7000                            |
| RDNA 4  | 2025   | 12.2    | 4.6       | Čtvrtá generace architektury RDNA | Řada RX 9000                            |

## Technologie
- Seznam některých technologií vyvinutých firmou AMD (případně odkoupených firem)

- Avivo HD je technologie vyvíjená firmou AMD kvůli snížení nároků na CPU během přehrávání videa a zlepšení kvality videa díky využití GPU. 3 základní činnost dekódování, kódování, akceleraci a postprocessing (dodatečná úprava kvality obrazu/videa) začaly být zpracovávány pomocí GPU místo CPU. Akcelerace umožnila přehrávání videa s vyšší kvalitou obrazu (náročností na výpočetní výkon) i na slabších CPU, díky tomu se CPU může věnovat jiným procesům/úlohám a taky za určitých okolností může dojít k snížení spotřeby. Jeden z důvodů vzniku této technologie bylo zvýšení konkurenceschopnosti proti firmě NVIDIA, VIA a další, díky možnosti ovlivnit kvalitu obrazu.

- Technologie byla vytvořena pro spolupráci více grafických karet (GPU) najednou v jednom PC. CFX umožňuje zapojit až 4 GPU najednou. Jsou podporovány grafické karty osazené 1 nebo 2 GPU.

- HyperMemory (zkráceně HM) je technologie od firmy AMD, která umožňuje sdílení operační paměti pro GPU na grafické kartě a integrované GPU (IGP) v čipsetu přes PCI-E a následné využití jako paměť pro GPU. Využívá nový rychlý přenos dat přes PCI-E, který popisuje 2012 pojmenovaný 3D grafické renderování přes čipy vyvinuté ATI/AMD.

- HyperZ je technologie pro zvýšení výkonu GPU, díky lepšímu využití propustnosti paměťového subsystému, odstranění zbytečných operací s daty a optimalizace renderovacího procesu. Tvoří ji 3 základní části: Z Compression, Fast Z Clear a Hierarchical Z-Buffer. Spolupracuje i s T&L engine – Charisma Engine.
- TrueAudio je název, který je určen ASIC společnosti AMD a který má sloužit jako vyhrazený co-procesor pro výpočty výpočtově náročných pokročilých zvukových efektů, jako např. efekty dozvuku konvoluce a 3D zvukové efekty. TrueAudio je integrován do některých GPU a APU dostupných od roku 2013.

- TruForm je grafická technologie textur vytvořená firmou ATI, slouží pro zjemnění hran a je podporována grafickými kartami kompatibilními s API DirectX 8 a OpenGL. Ale nejedná se o specifikaci jmenovaných API. Dnes už není podporována PC hrami. Z části se jedná o prvotní implementaci technologie podobné telesaci.
- UVD, dříve označovaný jako Universal Video Decoder, zkráceně UVD je dekodér videa od společnosti AMD. Umožňuje hardwarové dekódování video kodeků H.264 a VC-1. Je součástí technologie ATI Avivo HD.

## Výroba
Grafické karty jsou už vyráběny jinými výrobci, pouze někdy dodržují referenční návrh vytvořený firmou AMD. AMD vyrábí grafické karty pouze jako testovací vzorky, ukazuje na nich funkčnost karet a jsou předlohou pro externí výrobce. Nevyrábí ani GPU. Jakákoliv výroba, kromě testovacích vzorků, je od externích výrobců. GPU vyrábí TSMC a GlobalFoundries.  Grafické karty už daní koncoví výrobci,  (Sapphire, XFX, Asus, Gigabyte, MSI, Biostar, Gainward, Diamond, HIS, PowerColor, Club 3D, VisionTek, ASRock a Force3D)

## Pojmenování

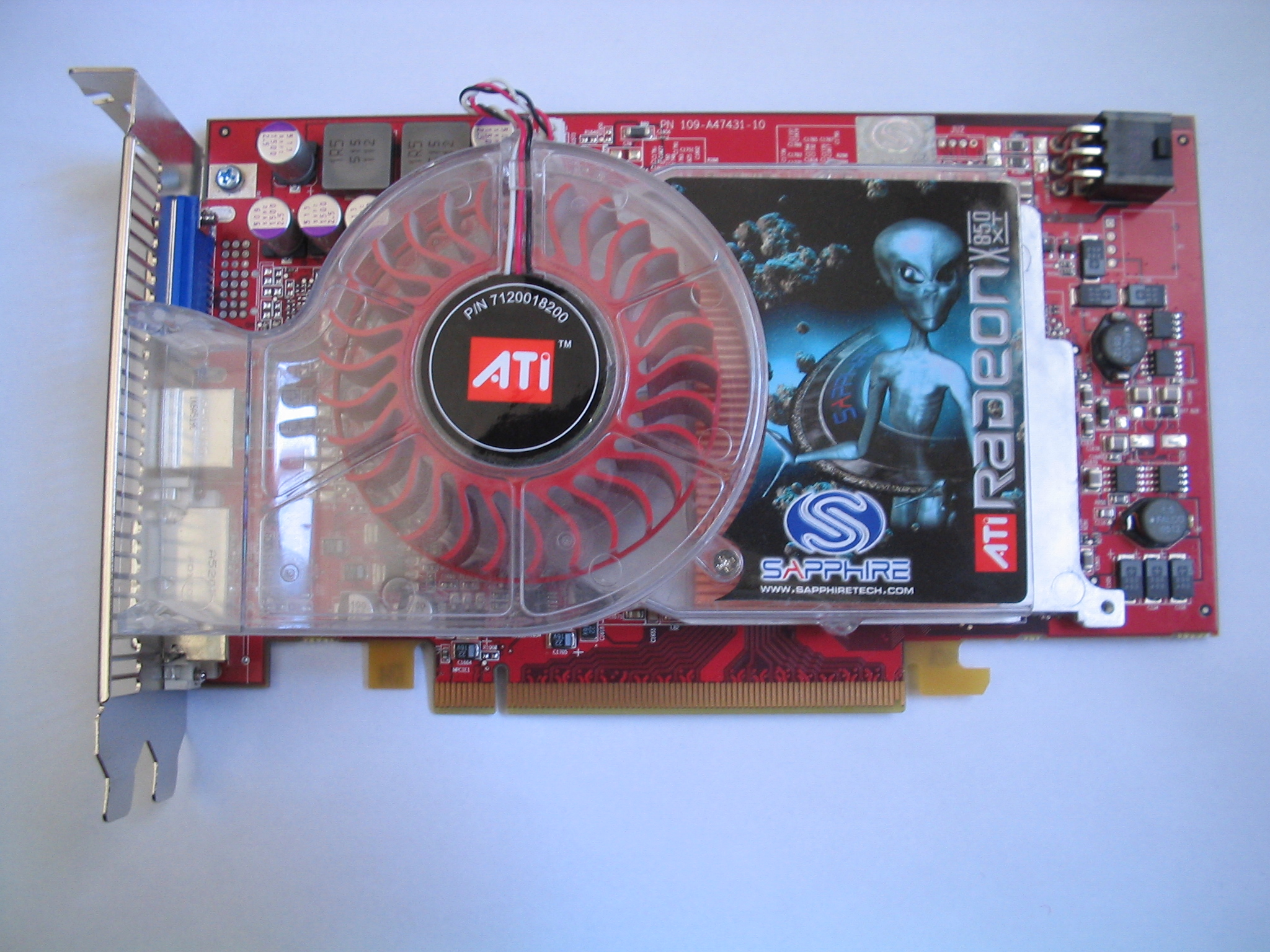
Grafická karta ATI Radeon X850XT.

### Grafické karty novější (od DX12)
| Třída                    | Jména karty      | Cena (USD) | Paměť             | Paměť             | Paměť             | Výstupy           | Příklad           |
| Třída                    | Jména karty      |            | Typ               | Šířka (Bit)       | Velikost (MB)     | Výstupy           | Příklad           |
| ------------------------ | ---------------- | ---------- | ----------------- | ----------------- | ----------------- | ----------------- | ----------------- |
| Vyšší třída HIGH-END     | Radeon RX 6900XT | >$699      | GDDR6             | 256-bit           | 16384             | DisplayPort, HDMI | RX 6900XT         |
| Střední třída MAINSTREAM | Radeon 5700/XT   | $279-$349  | GDDR6             | 256bit            | 8192              | Displayport, HDMI | Radeon RX 5700/XT |
| Nižší třída LOW-END      | Radeon 570/560   | $99> $200  | GDDR5             | 256bit / 128bit   | 8192/4096         | HDMI, Displayport | Radeon 570/560    |
| Integrovaný iGPU         | Vega 11          | $149       | Závisí od systému | Závisí od systému | Závisí od systému | HDMI              | RYZEN 5 3400G     |

### Grafické karty do DX 9.0c
| Třída                    | Jména karty                   | Obvyklá koncovka                 | Cena (USD) | Jednotky (VS/PS/SPU)     | Paměť                    | Paměť       | Paměť                 | Výstupy                               | Příklad                       |
| Třída                    | Jména karty                   | Obvyklá koncovka                 | Cena (USD) | Jednotky (VS/PS/SPU)     | Typ                      | Šířka (Bit) | Velikost (MB)         | Výstupy                               | Příklad                       |
| ------------------------ | ----------------------------- | -------------------------------- | ---------- | ------------------------ | ------------------------ | ----------- | --------------------- | ------------------------------------- | ----------------------------- |
| Vyšší třída HIGH-END     | x9xx x8xx                     | XTX, XT, XT PE, XL, Pro, GTO, GT | >$150      | 75-100% 200% (X2, 2xGPU) | GDDR3, GDDR4, GDDR5      | 256bit      | 256/512/1024          | Dual DVI (redukce na HDMI)            | X800, X1950, HD 2900, HD 4870 |
| Střední třída MAINSTREAM | x7xx x6xx                     | XT, XL, Pro, SE, GTO, GT         | $100-$149  | 37.5-75%                 | DDR2, DDR3, GDDR3, GDDR4 | 128bit      | 128/256/512           | D-Sub, DVI/Dual DVI (redukce na HDMI) | X700, X1600, HD 2600, HD 4650 |
| Nižší třída LOW-END      | x5xx x4xx x3xx x2xx x1xx x0xx | SE, HM                           | <$99       | 25-50%                   | DDR2, DDR3, GDDR3        | 64bit       | 64/128 (HM: 768/1024) | D-Sub, DVI (redukce na HDMI)          | X300, X1400, HD 2400, HD 4550 |

### Ovladače
- Obecný název ovladačů pro Windows je AMD Catalyst. Samotný balík all-in-one (všechno v jednom) se jmenuje VISION Engine Control Center (dříve Catalyst Software Suite).
  - Obsahuje:
    - Display Driver
    - OpenCL Driver
    - ATI Integrated Driver
    - Catalyst Control Center
- Pro linux vydává AMD ovladače fglrx a i zpřístupňuje dokumentaci ke grafickým čipům, pomocí kterých se píšou opensource ovladače.